# Itaquaquecetuba
Itaquaquecetuba, ou simplesmente Itaquá, é um município brasileiro do estado de São Paulo, localizado na Região Metropolitana de São Paulo e Alto Tietê.
Distante 41 quilômetros a nordeste da cidade de São Paulo, e 1 041 quilômetros de Brasília, capital federal. Fundada aproximadamente entre 1560 e 1563 por jesuítas liderados pelo padre José de Anchieta. Os primórdios do município se encontram na Capela Católica de Nossa Senhora da Ajuda, igreja que foi fundada pelo próprio padre.
É uma das cidades mais populosas do Brasil. Segundo o Instituto Brasileiro de Geografia e Estatística (IBGE), a população do município no recenseamento de 2022 era de 369 275 habitantes, sendo o décimo nono município mais populoso de São Paulo, e o septuagésimo primeiro mais populoso do país; com uma área de 82,622 quilômetros quadrados, o que resulta numa densidade demográfica de 4 538,9 habitantes por quilômetro quadrado. O clima de Itaquaquecetuba é, como em toda a região metropolitana de São Paulo, o subtropical, onde a média de temperatura anual gira em torno dos 18 °C.
Itaquaquecetuba está entre os 10 municípios brasileiros que mais tiveram avanços nos últimos 20 anos no combate à desigualdade social, segundo pesquisa realizada em 2014, possuindo também o 169º melhor produto interno bruto entre os municípios brasileiros. Ficou em 199º lugar na lista das cidades com maior taxas de homicídios por grupo de 100 mil habitantes. Itaquaquecetuba possui uma forte vocação industrial por causa de sua localização geográfica: pelo município, passam rodovias como a Rodovia Ayrton Senna e o Rodoanel Mário Covas, além da SP-66, SP-56 e SP-88.

## Toponímia

Do tupi: takûakysé taquara-faca (taquaras usadas para se fazerem facas), e tyba, ajuntamento. Ambos os termos estão em relação genitiva, o que dá a ideia de origem, procedência, e enseja a inversão dos termos (conforme indicam as setas). Takûakysé, por sua vez, vem de takûara, taquara, e kysé, faca. Ao contrário do que parece, o nome do município não possui a palavra itá (pedra) em sua etimologia.

O nome Itaquaquecetuba provêm do tupi antigo falado pelos povos indígenas que habitavam algumas das aldeias próximas à região do Alto Tietê, incluindo a própria aldeia de Itaquá. O nome significa "lugar abundante de taquaras cortantes como facas", através da junção dos termos ta'kwara/taquara (taquara), kysé/quicé (faca) e tyba/tuba (ajuntamento ou lugar abundante em). O termo formou-se por taquaquicé-tuba, o que, posteriormente, proveu o nome Itaquaquecetuba, adotado pelo padre jesuíta, José de Anchieta, no período da colonização portuguesa do município.
O motivo pelo qual a espécie de bambu taquara, que, à época, servia para fazer instrumentos cortantes tal como a navalha, ter servido como topônimo do município, é a sua abundância na região do Alto Tietê no início da colonização portuguesa. Por isso, seu significado completo é "ajuntamento de taquaras-faca". Porém, além de sua abundância no período do Brasil Colonial, é importante ressaltar que, quando o padre jesuíta José de Anchieta estava fundando as aldeias, existia um imenso taquaral, margeando os rios Tietê e Tipoia, localizado próximo a Itaquaquecetuba à época, o que contribuiu na criação do topônimo indígena da cidade.

## História

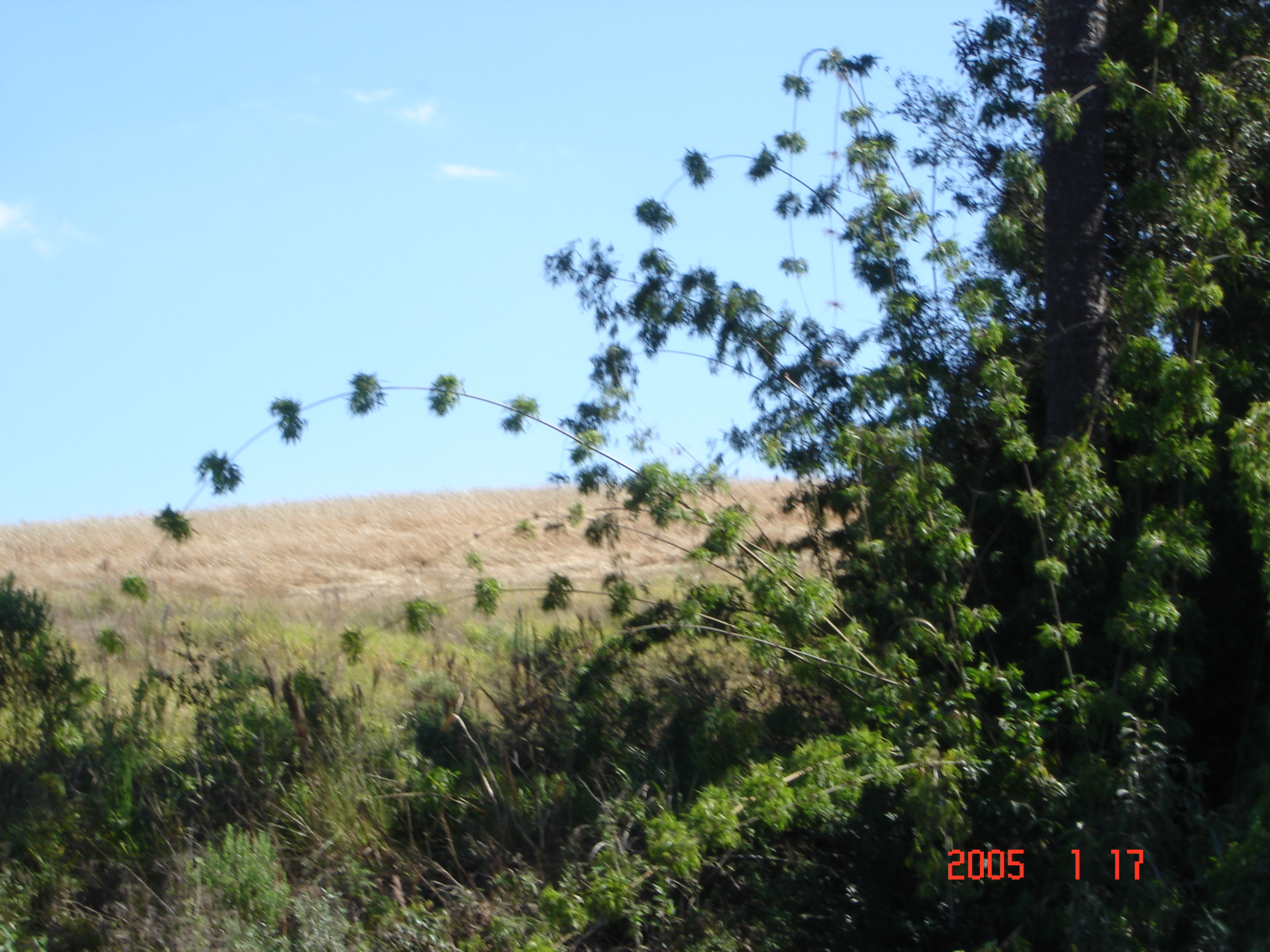
O nome do município está ligado à planta taquara (ta'kwara), palavra de origem tupi.

A origem do município de Itaquaquecetuba remonta a uma das doze aldeias fundadas pelo padre jesuíta José de Anchieta em sua longa permanência no Brasil. Sua criação se deve ao padre João Álvares, morador da Vila de Mogi das Cruzes, que, em 1610, obteve do Capitão-Mor Gaspar Conqueiro a concessão de uma sesmaria que deu origem a uma fazenda e capela particular, sob a invocação de Nossa Senhora da Ajuda. Após sua morte, os jesuítas passaram a administrar Itaquaquecetuba, estabelecida na beira do Rio Tietê, para catequizar os indígenas da região. 

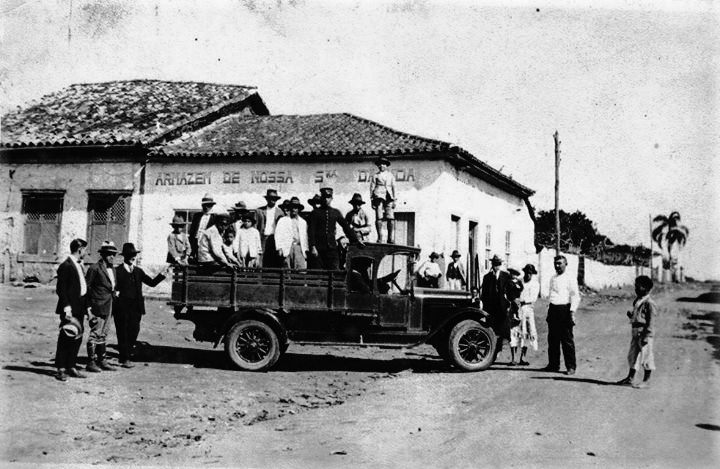
Município de Itaquaquecetuba sob a presença do presidente da província de São Paulo, Bernardo Gavião Peixoto. Anteriormente, teve sua primeira vila denominada Nossa Senhora da Ajuda.

Nas décadas de 10 e 20 do século XVII, entretanto, a aldeia ficou quase deserta já que, por ordem de Fernão Dias, desejoso de ter um maior controle dos indígenas catequizados, a maior parte de sua população foi transferida para aldeia de São Miguel, mais próxima a São Paulo, onde havia sido erguida uma nova capela.
A população recomeçaria a crescer apenas em 1624, quando o padre João Álvares, construtor da capela da Conceição de Guarulhos e também da de São Miguel, decidiu levantar em sua propriedade, localizada bem ao lado da aldeia de Itaquaquecetuba, um oratório em louvor a Nossa Senhora da Ajuda que, em seguida, tornar-se-ia capela "que serviu de núcleo à povoação, legando-a, por sua morte, ao colégio dos jesuítas". Este foi o marco inicial da povoação, que logo viria a se fixar em seu redor, com o nome, justamente, de Nossa Senhora da Conceição de Itaquaquecetuba, recuperando, assim, o topônimo do antigo aldeamento, elevado à freguesia pela lei Nº 17, de 28 de fevereiro de 1838.

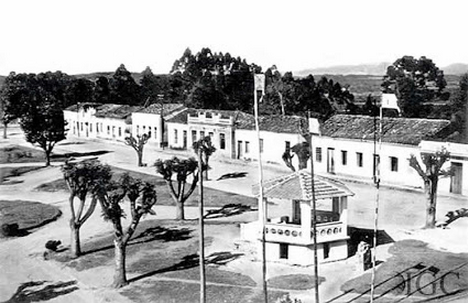
Praça de Itaquaquecetuba em meados do século XIX

O primeiro censo realizado na Aldeia de Nossa Senhora d'Ajuda, em 1765, apresentou os seguintes resultados: 59 "iogos" que eram habitados por 109 mulheres e 117 homens.Pouco cresceu a aldeia que neste estado permaneceu quase duzentos anos. Foi com a inauguração da Variante da Estrada de Ferro Central do Brasil em 1925 que Itaquaquecetuba começou a crescer e a prosperar.
A denominação reduzida para Itaquaquecetuba ocorreu somente no século XX, quando se separou de Mogi das Cruzes, com sua elevação a município, e com o território do respectivo distrito, pela lei Nº 2.456, de 30 de dezembro de 1953, posta em execução a 1 de janeiro de 1954. Como município, ficou constituído de um único distrito, o de Itaquaquecetuba.
A rigor, o topônimo significa ajuntamento ou reunião de taquaras-faca (uma espécie de taboca ou taquara com cujos ramos, cortantes, se faziam facas), e é formado pela composição de takûara (taquara, taboca), kysé (faca) e tyba (ajuntamento, reunião, abundância), referindo-se a um imenso taquaral que existia na aldeia, no tempo de sua fundação, margeando os rios Tietê e Tipóia. O "i" parece que é uma prefixação arbitrária, isto é, não vem do tupi, e talvez tenha sido motivado pela grande quantidade de topônimos formados pela palavra pedra em tupi, que é itá. Em Itaquaquecetuba, passa a linha imaginária do Trópico de Capricórnio.

## Geografia
Segundo o Instituto Brasileiro de Geografia e Estatística, Itaquaquecetuba é um município do estado de São Paulo, localizado no alto tietê na região metropolitana da capital, e na microrregião de Mogi das Cruzes e na mesorregião metropolitana de São Paulo. Possui uma área municipal de cerca de 81,8 quilômetros quadrados e uma população de 325 518 pessoas, tendo uma densidade demográfica de 3 935,75 habitantes por quilômetro quadrado. O produto interno bruto do município é classificado como médio, assim como o índice de desenvolvimento humano, que foi classificado com 0,744 pontos, segundo a Confederação Nacional dos Municípios.

### Meio ambiente

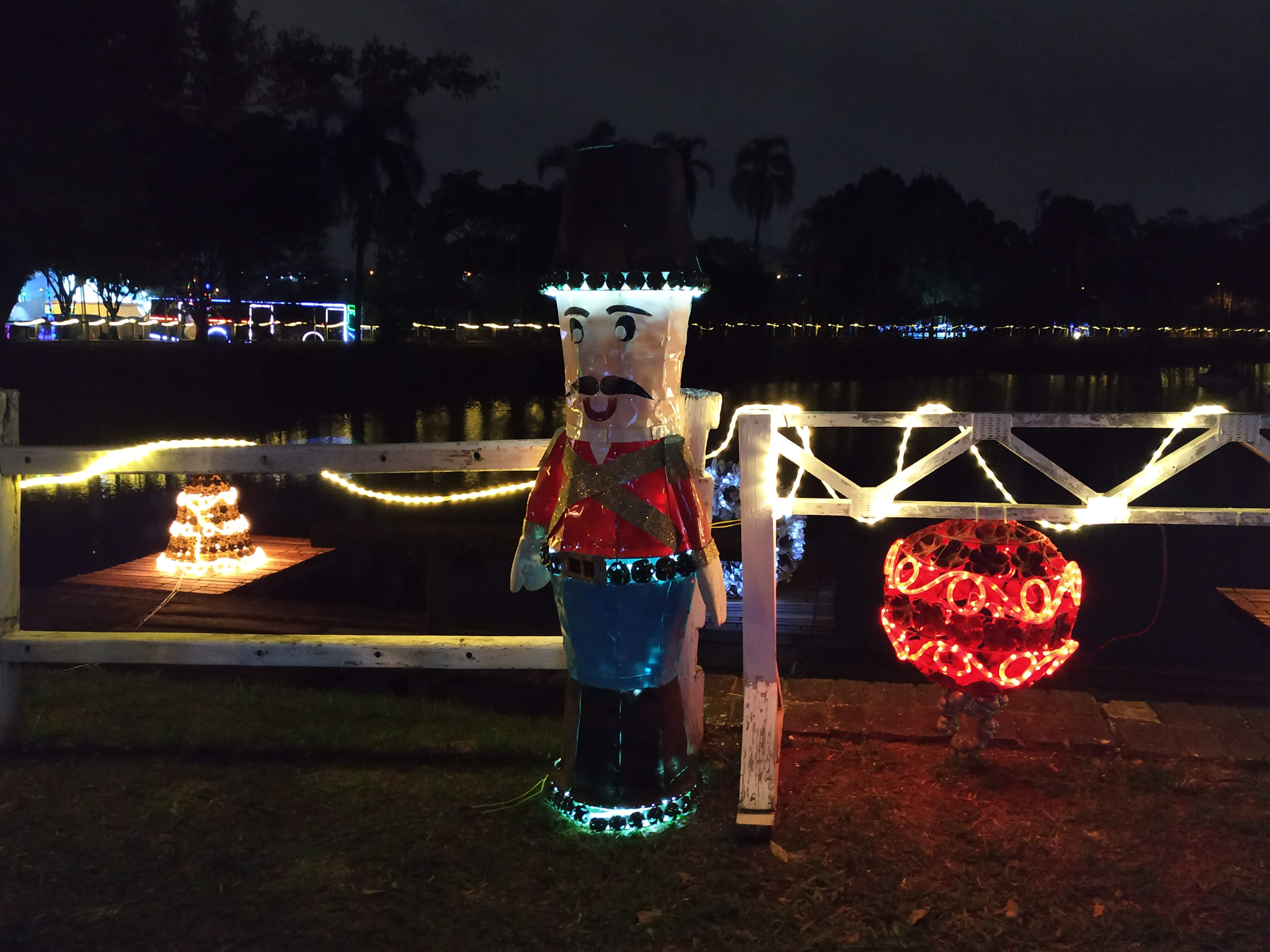
O Parque Ecológico Mário do Canto decorado para o Natal.

O município possui o Parque Ecológico Mário do Canto, situado no Centro, margeado pelo Rio Tietê, e bem próximo da Estação Itaquaquecetuba. O parque conta com três quadras, quiosques com churrasqueira, playground, lago com pedalinhos, dois viveiros de plantas, academia ao ar livre, academia do Idoso uma pequena ilha com macacos e uma lagoa com marrecos. Também abriga a sede de equipamentos públicos como a Secretaria Municipal do Meio Ambiente e Saneamento, a Defesa Civil, o Banco de Alimentos, a Escola Municipal Vereador Augusto Dos Santos de Ensino Integral, a Escola Ambiental, a Escolinha de Trânsito para Crianças e um Canil da Guarda Civil Municipal (GCM). Algumas vezes, o parque cede espaço para eventos de cunho sociocultural. As pessoas se organizam durante o dia para ir ao parque pedalar, correr, caminhar e levar seus cães para passear.
Futuramente, o município também fará parte de uma área de proteção ambiental, onde esta previsto que será instalado um parque, o Parque Várzeas do Tietê. O parque estará localizado nas áreas de várzeas do Rio Tietê entre os municípios de São Paulo, Itaquaquecetuba e Guarulhos.
O Parque será criado a partir do Parque Ecológico do Tietê que já tem vários atrativos, como a trilha para caminhadas, Centro de Educação Ambiental, Centro Cultural, Museu do Tietê, Biblioteca, palco para shows, 5 quadras poliesportivas, 17 campos de futebol, playgrounds, áreas de ginásticas, quiosques com churrasqueiras, aluguel de pedalinhos, barcos e bicicletas. Há, também, um trenzinho (serviço terceirizado) que percorre a trilha de 4 quilômetros, onde o visitante pode conhecer melhor a fauna e flora do parque.

### Clima
O clima do município, como em toda a Região Metropolitana de São Paulo, é o Subtropical. O verão é em boa parte pouco quente e chuvoso. O inverno ameno e subseco. A média de temperatura anual gira em torno dos 18 °C, sendo o mês mais frio julho (média de 14 °C) e o mais quente fevereiro (média de 21 °C). O índice pluviométrico anual fica em torno de 1400 mm.
| Dados climatológicos para Itaquaquecetuba | Dados climatológicos para Itaquaquecetuba | Dados climatológicos para Itaquaquecetuba | Dados climatológicos para Itaquaquecetuba | Dados climatológicos para Itaquaquecetuba | Dados climatológicos para Itaquaquecetuba | Dados climatológicos para Itaquaquecetuba | Dados climatológicos para Itaquaquecetuba | Dados climatológicos para Itaquaquecetuba | Dados climatológicos para Itaquaquecetuba | Dados climatológicos para Itaquaquecetuba | Dados climatológicos para Itaquaquecetuba | Dados climatológicos para Itaquaquecetuba | Dados climatológicos para Itaquaquecetuba |
| Mês                                       | Jan                                       | Fev                                       | Mar                                       | Abr                                       | Mai                                       | Jun                                       | Jul                                       | Ago                                       | Set                                       | Out                                       | Nov                                       | Dez                                       | Ano                                       |
| ----------------------------------------- | ----------------------------------------- | ----------------------------------------- | ----------------------------------------- | ----------------------------------------- | ----------------------------------------- | ----------------------------------------- | ----------------------------------------- | ----------------------------------------- | ----------------------------------------- | ----------------------------------------- | ----------------------------------------- | ----------------------------------------- | ----------------------------------------- |
| Temperatura máxima média (°C)             | 25,5                                      | 25,6                                      | 24,8                                      | 23,2                                      | 21,5                                      | 20,5                                      | 19,8                                      | 20,9                                      | 21,8                                      | 22,6                                      | 23,5                                      | 24,4                                      | 22,8                                      |
| Temperatura média (°C)                    | 21                                        | 21,1                                      | 20,3                                      | 18,5                                      | 16,5                                      | 15,2                                      | 14,5                                      | 15,5                                      | 16,7                                      | 17,9                                      | 18,9                                      | 19,9                                      | 18                                        |
| Temperatura mínima média (°C)             | 16,6                                      | 16,7                                      | 15,9                                      | 13,8                                      | 11,5                                      | 9,9                                       | 9,2                                       | 10,2                                      | 11,6                                      | 13,2                                      | 14,4                                      | 15,5                                      | 13,2                                      |
| Precipitação (mm)                         | 232                                       | 222                                       | 176                                       | 70                                        | 57                                        | 45                                        | 34                                        | 42                                        | 76                                        | 141                                       | 133                                       | 191                                       | 1 419                                     |
| Fonte: Climate-Data.org                   |                                           |                                           |                                           |                                           |                                           |                                           |                                           |                                           |                                           |                                           |                                           |                                           |                                           |

### Rodovias
O município é cortado e servido pelas seguintes rodovias:
- SP-70 - Rodovia Ayrton Senna;
- SP-21 - Rodoanel Mário Covas;
- SP-66 - Rodovia João Afonso de Souza Castellano (Antiga Estrada São Paulo-Rio);
- SP-56 - Rodovia Alberto Hinoto (Estrada de Santa Isabel);
- SP-88 - Rodovia Pedro Eroles (Rodovia Mogi-Dutra), que corta o bairro de São Bento.

## Demografia
Com uma área de cerca de 81 quilômetros quadrados, o município possui uma população recenseada em 321 854, segundo dados do Instituto Brasileiro de Geografia e Estatística (IBGE). O município possui uma densidade demográfica de 3 935,75 habitantes por quilômetro quadrado.
- Mortalidade infantil até 1 ano (por mil): 24,66
- Expectativa de vida (anos): 67,10
- Taxa de fecundidade (filhos por mulher): 2,94
- Taxa de alfabetização: 90,81%

### Índice de Desenvolvimento Humano
- Índice de Desenvolvimento Humano (IDH-M): 0,744
- IDH-M Renda: 0,651
- IDH-M Longevidade: 0,702
- IDH-M Educação: 0,880

### Pobreza
De acordo com o Instituto Brasileiro de Geografia e Estatística (IBGE), o município de Itaquaquecetuba é o que tem a maior incidência de pobreza da Região do Alto Tietê e o quarto mais pobre do Estado de São Paulo. Essa afirmação tem, como base, o Mapa da Pobreza e Desigualdade 2003 divulgado pelo IBGE. O mapa traz uma série de indicadores e utiliza, como base: as Pesquisas de Orçamentos Familiares 2002/2003 e o Censo de 2000 do IBGE. A pobreza é definida a partir de critérios técnicos definidos por especialistas que analisam a capacidade de consumo das pessoas, sendo considerada pobre aquela pessoa que não consegue ter acesso a uma cesta alimentar e a bens mínimos necessários para a sua sobrevivência.
De acordo com a Fundação Sistema Estadual de Análise de Dados e o Instituto do Legislativo Paulista da Assembleia Legislativa dos Estado de São Paulo, o município integra o grupo cinco na pesquisa que integra todos os 645 municípios do Estado de São Paulo. Neste grupo, estão incluídas localidades pobres com baixos índices de escolaridade e longevidade. A lista é elaborada com base nos indicadores sociais de cada município. Na lista, todos os municípios do Estado de São Paulo estão divididos em grupos, sendo que o grupo dois é o mais rico e o grupo cinco o mais pobre.
Moradias irregulares
O município possui atualmente cerca de 160 mil pessoas que moram em áreas de assentamento irregular (cerca de 47,7% da população do município) de acordo com dados da prefeitura, os bairros que se apresentam em pior situação são Piratininga, Jardim Miray  e Morro da Pipóca . Esse problema se inicia na década de 1920, quando o então distrito mogiano de Itaquaquecetuba passou por um crescimento desordenado. Os custos baixos dos terrenos atraíram pessoas de diversos lugares, que consequentemente incentivavam amigos e parentes para morar no distrito.
Em Itaquaquecetuba, existem terrenos com cinco casas e pessoas que constroem as casas e vendem a laje, sem nenhum controle sobre a ocupação e a utilização do solo, diferentemente do que ocorre em outros municípios. A Prefeitura, o Governo do Estado e o Governo Federal estão iniciando projetos de construção de casas e apartamentos nos bairros mais problemáticos e, no caso de algumas favelas, estão iniciando projetos de urbanização.
Ligações irregulares
Segundo levantamento da concessionária EDP Bandeirante Energia, o município é o que possui o maior número de ligações clandestinas de energia (conhecidas como "gatos") entre os municípios da Região do Alto Tietê em que a concessionária presta serviços - exceto Santa Isabel e Arujá, que são atendidas pela concessionária Elektro. No município, existem cerca de 4 500 ligações clandestinas, o que equivale a 80% do total. Mogi das Cruzes ocupa o segundo lugar na lista regional, com 623 ligações clandestinas.
A assessoria de imprensa da concessionária diz que os furtos de energia são mais comuns em áreas onde existem mais moradias irregulares. Pelas características do município em relação a esse quesito, o resultado do levantamento era previsto.

### Etnias
| Cor/Raça  | Percentagem |
| --------- | ----------- |
| Brancos   | 41,9%       |
| Negros    | 11,8%       |
| Pardos    | 42,4%       |
| Amarelos  | 3,4%        |
| Indígenas | 0,7%        |

Fonte: IBGE
Comunidade Boliviana
A comunidade boliviana em Itaquaquecetuba é uma das maiores da região Leste da Grande São Paulo, com cerca de 8 mil membros em 2023, representando aproximadamente 2,5% da população local. Os bairros com maior concentração são Cidade Nova Louzada, Jardim Nícia, Jardim Pinheirinho, Jardim Caiubi, Paineira, Chácara dos Coqueiros e Jardim Maria Rosa. A cidade é um importante ponto de votação para os bolivianos nas eleições de seu país, devido ao número significativo de imigrantes.

### Religião
De acordo com os dados oficiais do censo IBGE 2010, a população de Itaquaquecetuba é composta de maioria católica, porém, o município possui fiéis de diversas religiões, tais como do espiritismo, de religiões afro-brasileiras, e de distintas denominações de igrejas pentecostais e protestantes. Segundo o censo brasileiro de 2022, a composição religiosa da cidade era de 36,3% católicos, 37,48% evangélicos ou protestantes, 0,85% espíritas, 1,23% umbandistas ou candomblecistas, 0,01% religião tradicional, 7,62% outras religiões, 16,18% irreligiosos, 0,05% desconhecidos e 0,28% não declarados.
O Cristianismo se faz presente na cidade da seguinte forma:

#### Igreja Católica

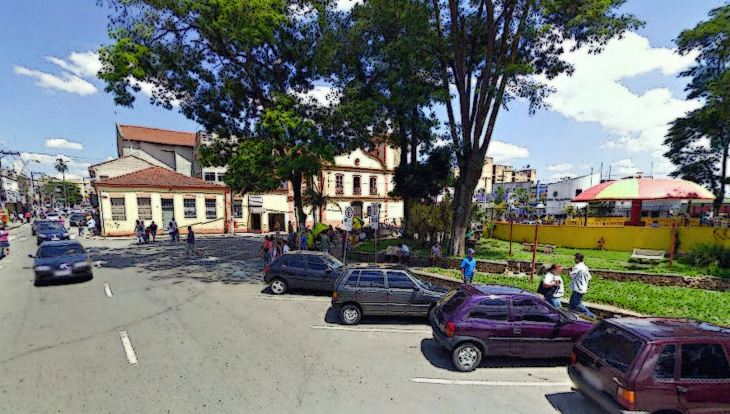
A praça Padre João Álvares; ao fundo, pode-se observar a Igreja Matriz de Nossa Senhora da Ajuda, localizada no centro do município.

A comunidade católica de Itaquaquecetuba está ligada à Diocese de Mogi das Cruzes. A cidade tem como padroeira a Nossa Senhora D'Ajuda, e seu dia é comemorado em 8 de setembro, mesmo dia de aniversário da cidade, feriado municipal. No dia 27 de Novembro, é comemorada a Festa de Nossa Senhora das Graças, no Jardim Luciana.

#### Igrejas Evangélicas
A cidade possui uma grande variedade de templos religiosos, de diversas denominações, e é o município da Região do Alto Tietê que abriga o maior número de igrejas evangélicas, pentecostais e neopentecostais. O chamado Cinturão Pentecostal, além de abranger Itaquaquecetuba e outros municípios da região, está presente em bairros da periferia da Zona Leste de São Paulo, onde há também um grande número de igrejas evangélicas.
Entre as igrejas protestantes históricas, pentecostais e neopentecostais, encontram-se na cidade:
- Assembleia de Deus Ministério do Belém.[53][54]
- Congregação Cristã no Brasil.[55]

## Política e administração

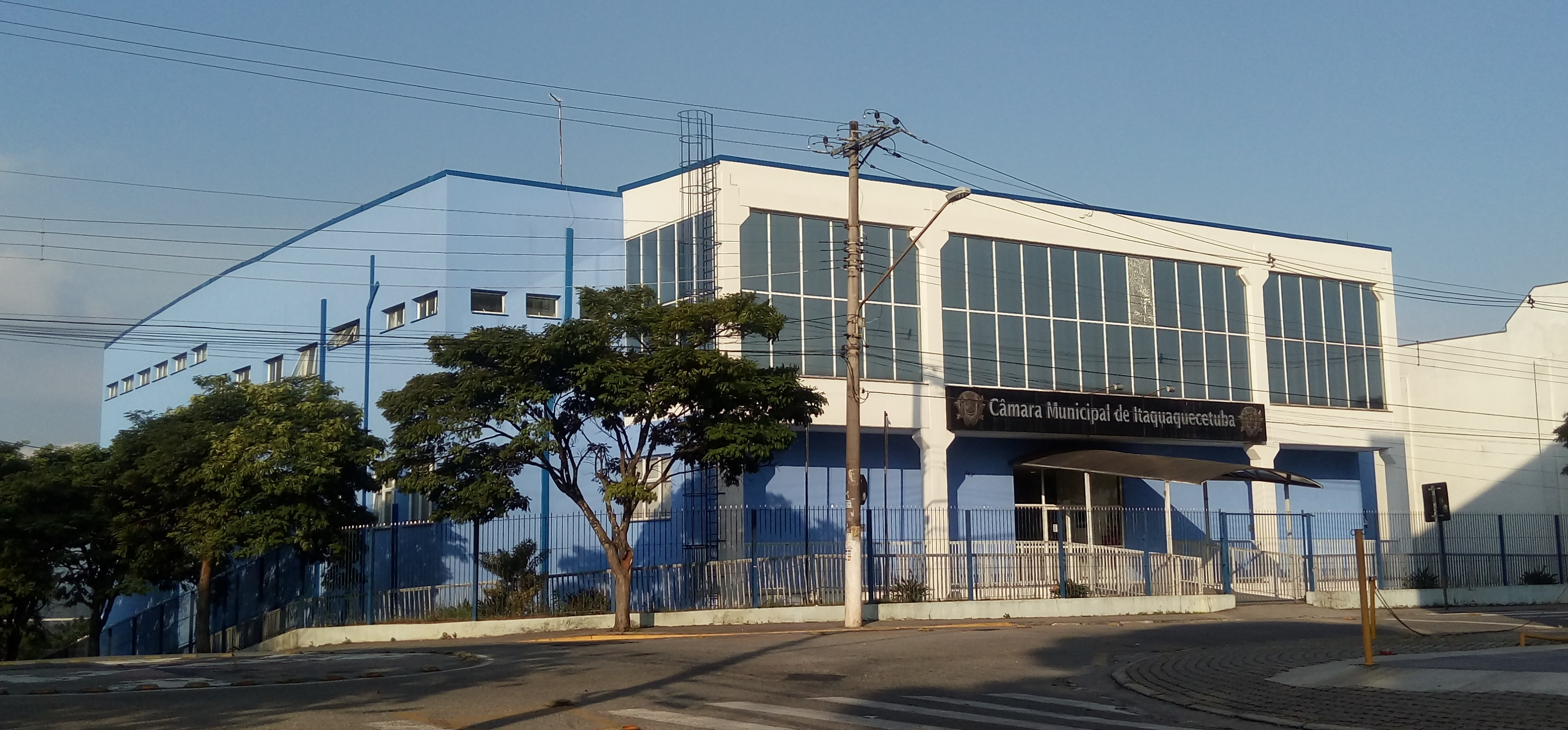
Câmara Municipal.

- Prefeito: Eduardo Boigues Queroz (PL) (2021/2028)
- Vice-prefeito: Rogerio Pereira Maia Tarento (PSD) (2025/2028)
- Presidente da Câmara: Roque Levi Santos Tavares (PL) (2025/2026)

### Símbolos oficiais

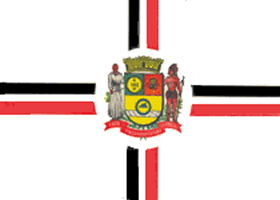
Bandeira municipal.

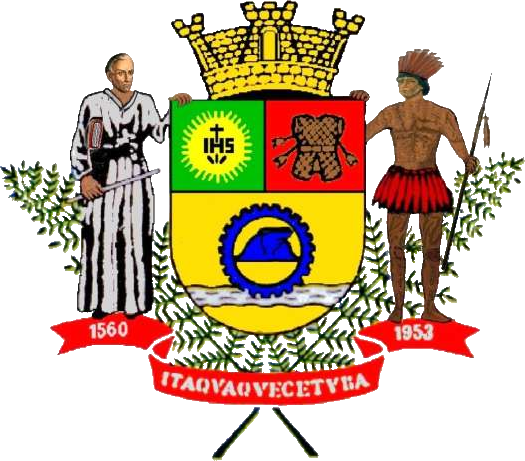
Brasão municipal.

Itaquaquecetuba possui dois símbolos oficiais: a bandeira municipal, que foi adotada em 19 de setembro de 1969; e o brasão municipal, que foi adotado em 14 de maio de 1968. Ambos adotados pelo então prefeito Gentil de Moraes Passos.
Tanto a bandeira quanto o brasão possui os seguintes elementos: fora do escudo, na esquerda, está o padre José de Anchieta, fundador da cidade, e abaixo dele o ano de fundação de Itaquá; na direita, um indígena, provavelmente nação tupi, que representa o povo que vivia ali antes da interferência dos portugueses, abaixo dele, está o ano de 1953, ano em que Itaquaquecetuba se separou da região de Mogi das Cruzes, e passou a ser independente como município; no escudo podemos identificar uma igreja no canto superior esquerdo, e no canto superior direito um colete com flechas (provavelmente representando conflitos que ali aconteceram); abaixo um emblema de pedra, talvez referente ao termo "itá"(pedra em Tupi), que deu origem ao nome da cidade; também é possível ver o rio Tietê passando pelo escudo.

### Subdivisões

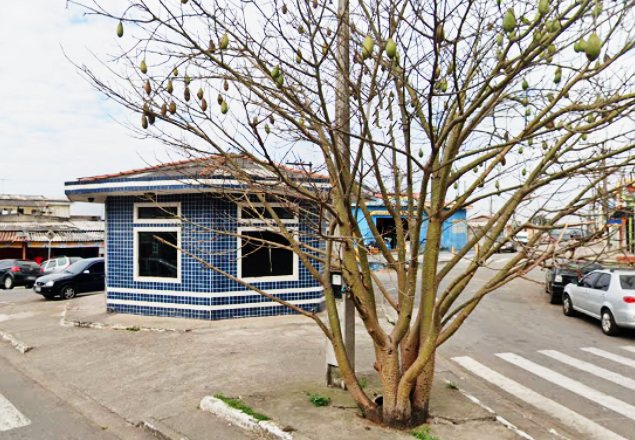
Jardim Luciana, bairro do município.

A cidade de Itaquaquecetuba possui mais de 400 bairros em uma área de aproximadamente 81,7 km², dente os principais bairros de Itaquaquecetuba estão a Cidade Kemel, que está igualmente dividido em outros três municípios, São Paulo, Poá e Ferraz de Vasconcelos. Segundo o Mapa de Assentamento Urbano do município, o mesmo está divido nos distritos Centro, Vila Virgínia, Estação, Pedreira, Vila Esperança, Morro Branco, Acafrão, Jardim Luciana, Jardim Zélia, Rancho Grande, Cidade Kemel (sub-divisa com São Paulo), Campo Venda, Una, Pinheirinho, Ribeiro, Pium, Campo Limpo, Jardim Odete, Mandi, Jaguari, Sítio Mato Dentro,Jardim do Carmo, Rio Abaixo, Corredor, Marengo Alto e Baixo, Perobal, Cuiabá e São Bento.

## Economia

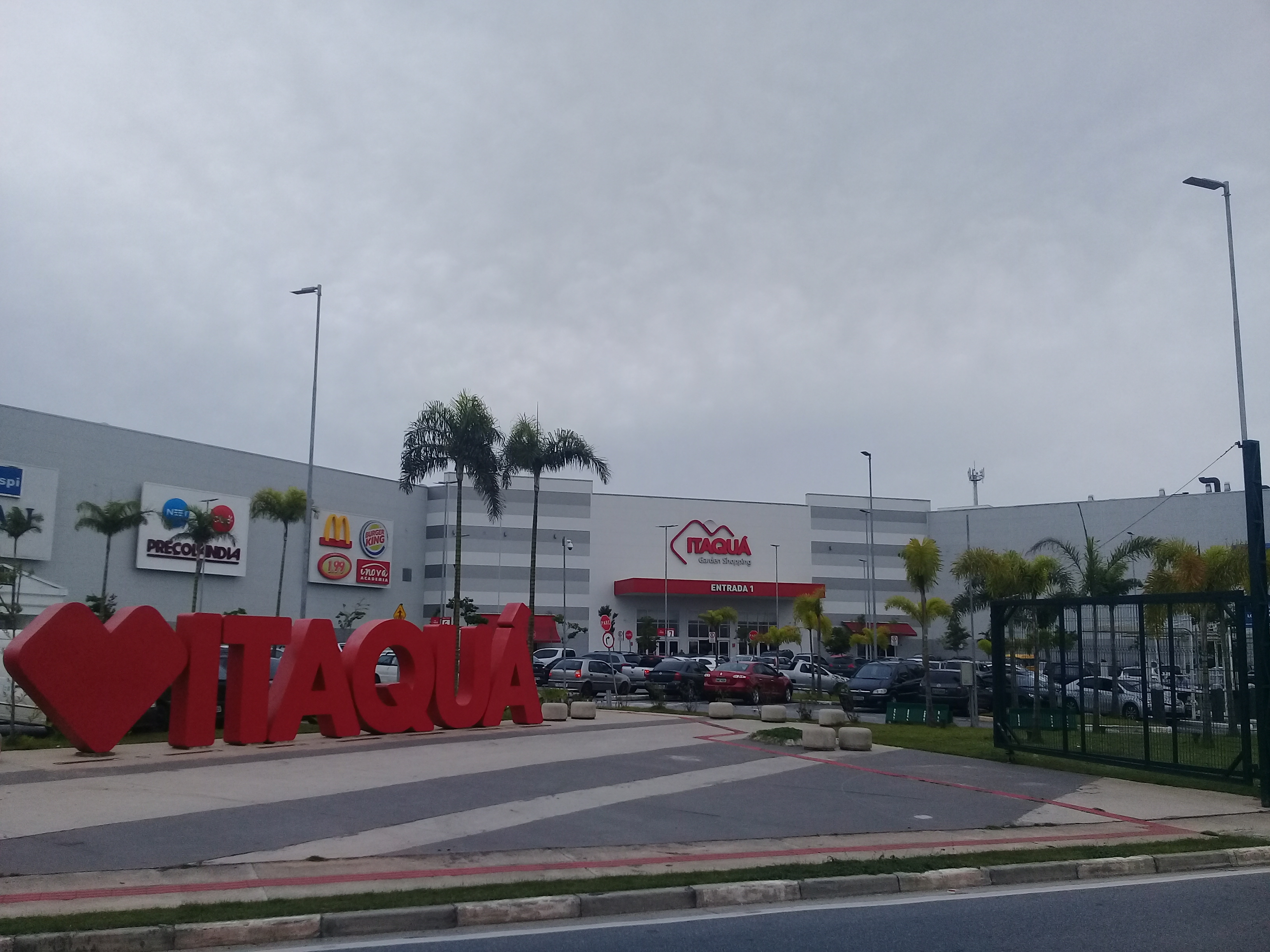
Shopping center na cidade.

O município tem forte vocação industrial, e possui cerca de 760 indústrias. São indústrias diversificadas presentes notadamente em três pólos industriais consolidados, que são atraídas pela Rodovia Ayrton Senna da Silva que corta o município.
Existem investimentos por parte da administração municipal para atrair mais indústrias ao município. Segundo o presidente da Frente Empresarial Pró-Itaquaquecetuba (FEMPI) a mão-de-obra local é barata e está sendo construído um terminal de cargas, o que representa um grande incentivo para a vinda de novas indústrias.
Um dado de 2007 indicou que 27% da população de Itaquaquecetuba não tinha emprego formal no município. Isso, segundo a então secretária de educação Marina Della Vedova, se devia à falta de qualificação profissional dos habitantes do município.
Nos últimos anos, a cidade vem começando a voltar os olhos de sua economia também para o comércio. Em abril de 2015, foi inaugurado o Shopping Pateo Itaquá, no Jardim Morro Branco, próximo a divisa com a cidade de Poá. O segundo shopping center do município, o Itaquá Park Shopping (anteriormente Itaquá Garden Shopping), foi inaugurado em 2017, no Jardim Adriane. Em dezembro de 2019, foi inaugurado o Outlet Premium Grande São Paulo, no bairro Jardim Josely.

## Infraestrutura

### Comunicações
O sistema de telefones automáticos foi inaugurado na cidade em 1974 pela Telecomunicações de São Paulo (TELESP). Logo após o sistema telefônico passou a ser administrado e operado pela sua subsidiária Companhia Telefônica da Borda do Campo (CTBC), que implantou em 1976 o sistema de discagem direta à distância (DDD) com o código de área (011). Anteriormente a cidade era atendida pela Companhia Telefônica Brasileira (CTB).

### Saúde
O município abriga a 7ª melhor maternidade do Estado de São Paulo, o Hospital Geral de Itaquaquecetuba obteve a nota 8,936 na pesquisa de satisfação dos usuários do Sistema Único de Saúde. Esse levantamento foi elaborado pela Secretaria Estadual de Saúde de São Paulo no período de março de 2009 e janeiro de 2010, ao todo foram 158 mil pacientes entrevistados de 630 estabelecimentos.
Em um outro estudo para identificar as melhores unidades do Sistema Único de Saúde, os hospitais Regional de Ferraz de Vasconcelos "Dr. Osíres Florindo Coelho" e o Luzia de Pinho Melo de Mogi das Cruzes não ficaram entre as 35 melhores na lista. De acordo com a assessoria de imprensa da Secretaria de Saúde do Estado de São Paulo foram feitos 2993 partos no período. A unidade possui estrutura para partos de alto risco, mas a maioria (79,2%) são normais. O hospital possui 10 leitos de UTI neonatal, 7 leitos semi-intensivos e 10 leitos de berçário patológico.
A primeira colocada na pesquisa de satisfação dos pacientes dos Sistema Único de Saúde é o Hospital Santa Marcelina de Itaquera (São Paulo), o hospital tirou nota 9,126.

### Transportes

#### Ferroviário

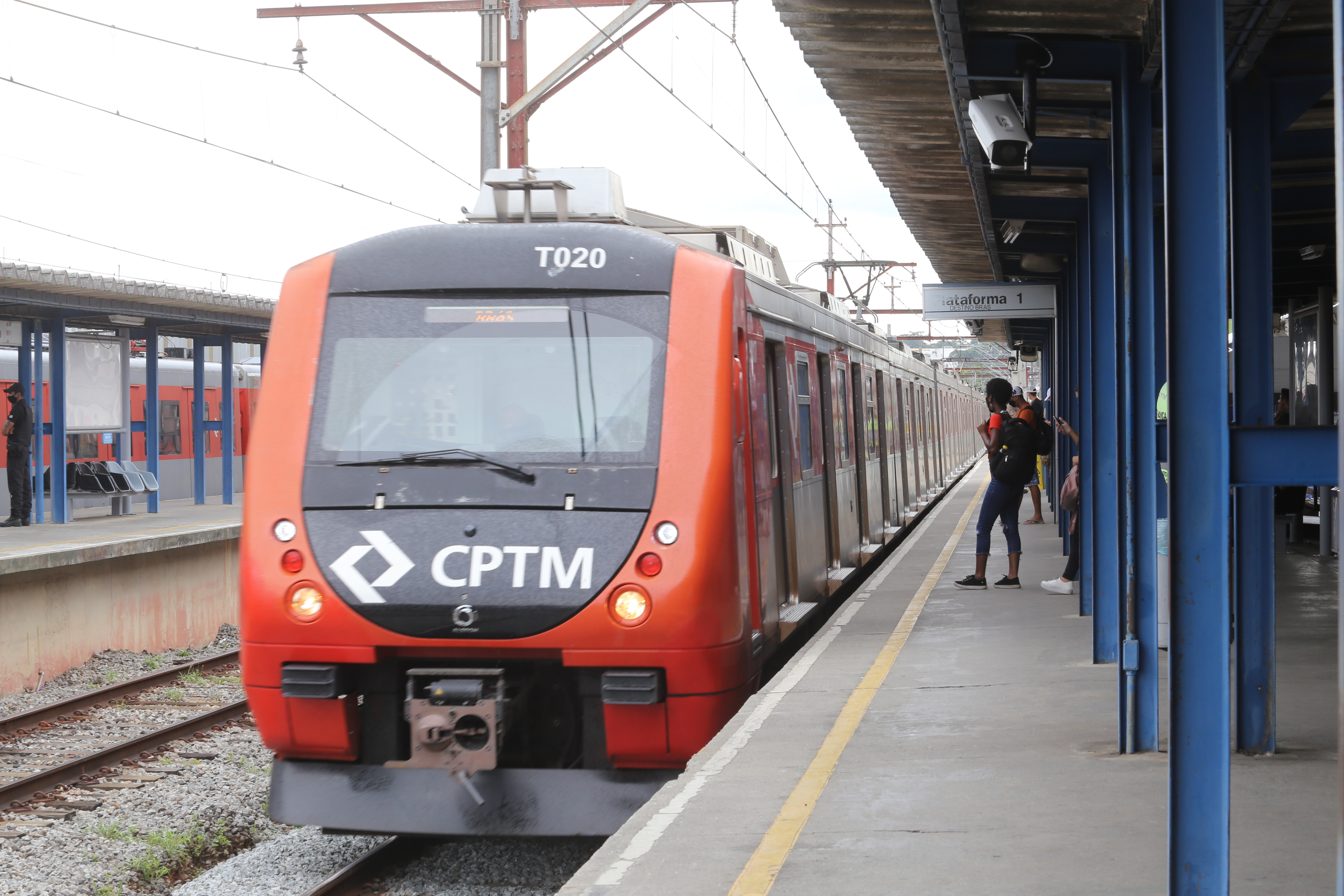
Trem da Linha 12–Safira estacionado na Estação Engenheiro Manoel Feio.

O município é servido pelos trens metropolitanos da Linha 12, contando com três estações: Aracaré, Itaquaquecetuba e Manoel Feio. Também é servido pela ferrovia Variante do Parateí da antiga Estrada de Ferro Central do Brasil, atualmente sob concessão da MRS Logística, que a utiliza para transporte de cargas.

### Educação

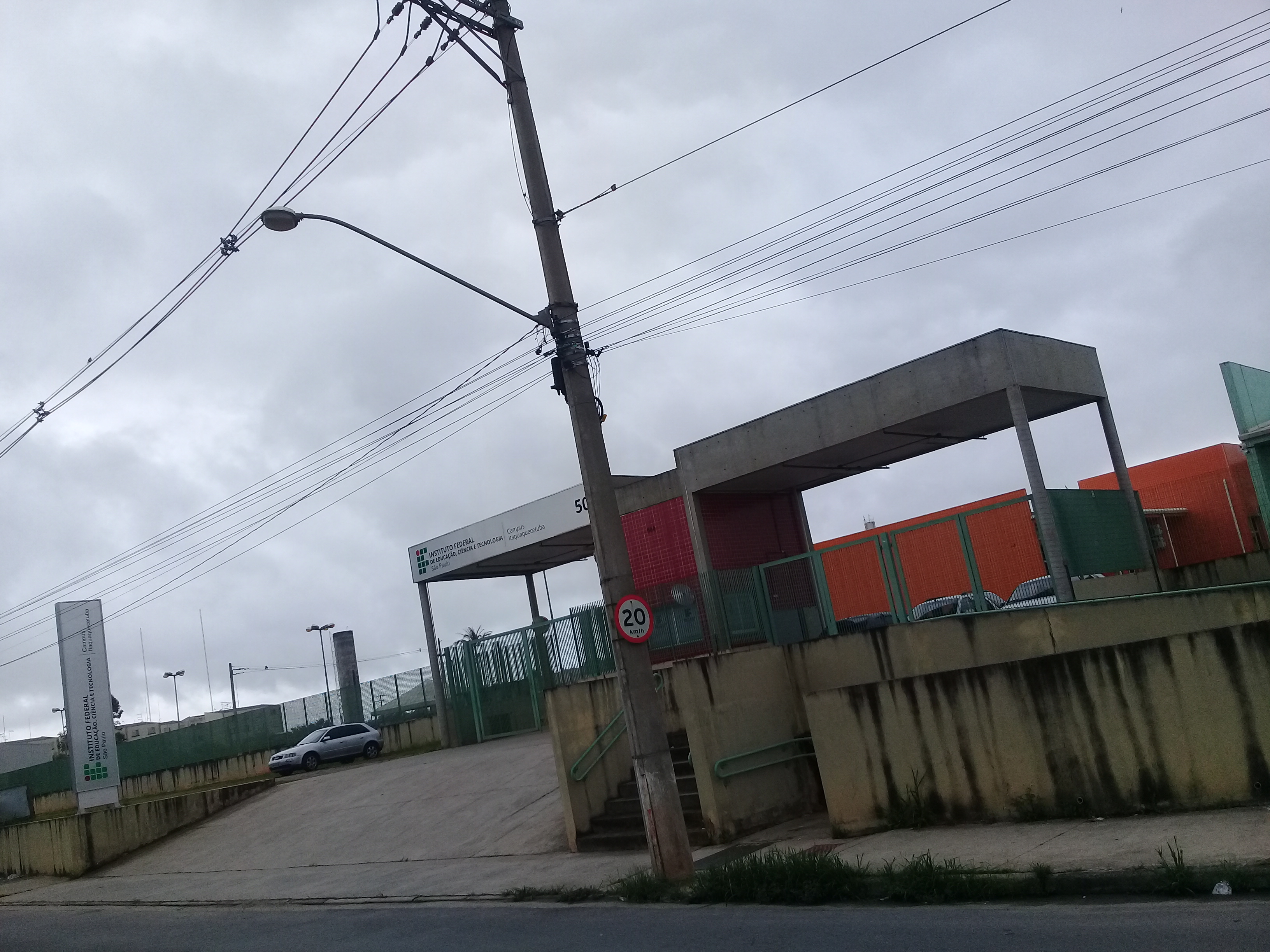
Instituto Federal de São Paulo, campus Itaquaquecetuba, em março de 2022

Itaquaquecetuba tem um índice de alfabetização de 95%, e atualmente, o município conta com 43 escolas estaduais, várias da rede municipal e escolas profissionalizantes.
No ensino superior público, a cidade conta com a Faculdade de Tecnologia de Itaquaquecetuba (FATEC), e um campus do Instituto Federal de Educação, Ciência e Tecnologia de São Paulo (IFSP), no bairro da Estação. O IFSP Itaquaquecetuba possui cursos de Licenciatura em Matemática, Técnico em Mecânica (Subsequente/Concomitante e Integrado ao Ensino Médio) e preparatório para o Exame Nacional do Ensino Médio (ENEM). O município também abriga uma Escola Técnica Estadual do Centro Paula Souza, localizada no bairro Jardim Miray, próximo a divisa com a cidade de Poá.
Já no superior privado, conta com um campus da Universidade Universus Veritas (UNIVERITAS) e dois pólos com cursos a distância, um da Universidade Paulista (UNIP) e outro da Universidade Braz Cubas (UBC).
De acordo com o Ministério da Educação, o município têm as piores notas no IDEB (Índice de Desenvolvimento da Educação Básica) da Região do Alto Tietê. Porém, o município vem avançando na sua média registrada pelo índice, que passou de 3.9 em 2005 para 5.6 em 2019. Uma escola de país desenvolvido, de acordo com o Ministério da Educação, necessita obter uma nota igual ou acima de 6. No Ensino Médio, o destaque foi para a ETEC de Itaquaquecetuba, que atingiu nota 6.9 em 2019, e ficou entre as 100 melhores escolas públicas de Ensino Médio do país.

## Cultura e lazer

### Esportes

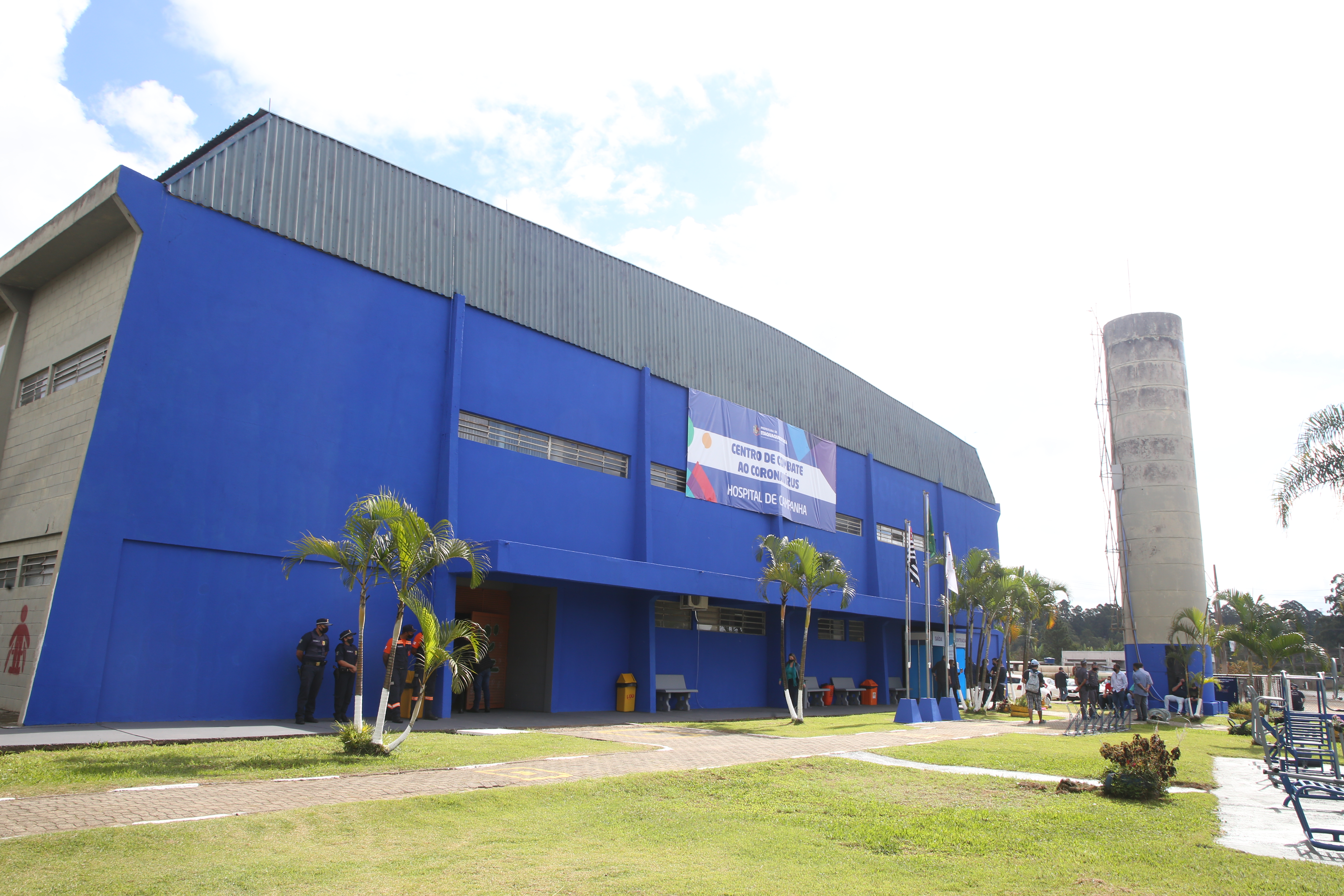
O Ginásio Municipal Sumiyoshi Nakaharada.

A cidade é a sede do Itaquaquecetuba Atlético Clube, que já chegou a disputar a Segunda divisão do Campeonato Paulista. No clube jogou o futebolista campeão mundial Cafu, em 1986 e 1987, disputando a Terceira Divisão do Campeonato Paulista, ao lado do zagueiro Gilmar. Ambos fariam sucesso no São Paulo FC pouco tempo depois.
O estádio de futebol de Itaquaquecetuba é o Estádio Municipal Ildeu Silvestre do Carmo, também conhecido como Campo do Brasil. A cidade também conta com o Ginásio Municipal de Esportes Sumiyoshi Nakaharada, que serviu como Hospital de Campanha durante a pandemia de COVID-19.
Em 2023, a cidade passou a contar com o Aster Itaquá, clube-empresa cujo objetivo é formar novos atletas de alto rendimento, assim como o Aster Brasil, criado em 2019 no Espírito Santo e que também é gerido pelo Grupo Aster. Em seu primeiro ano de existência, o Aster Itaquá ganhou destaque nacional ao chegar até as quartas de final da Copa São Paulo de Futebol Junior. De 128 times que participaram da competição, o Aster ficou entre os oito finalistas .

## Itaquaquecetubenses ilustres
- Cafu - ex-futebolista
- Bento Hinoto - músico, guitarrista da banda Mamonas Assassinas
- Giovani - futebolista
- Benedito Barbosa de Moraes - político